# Robert Walser

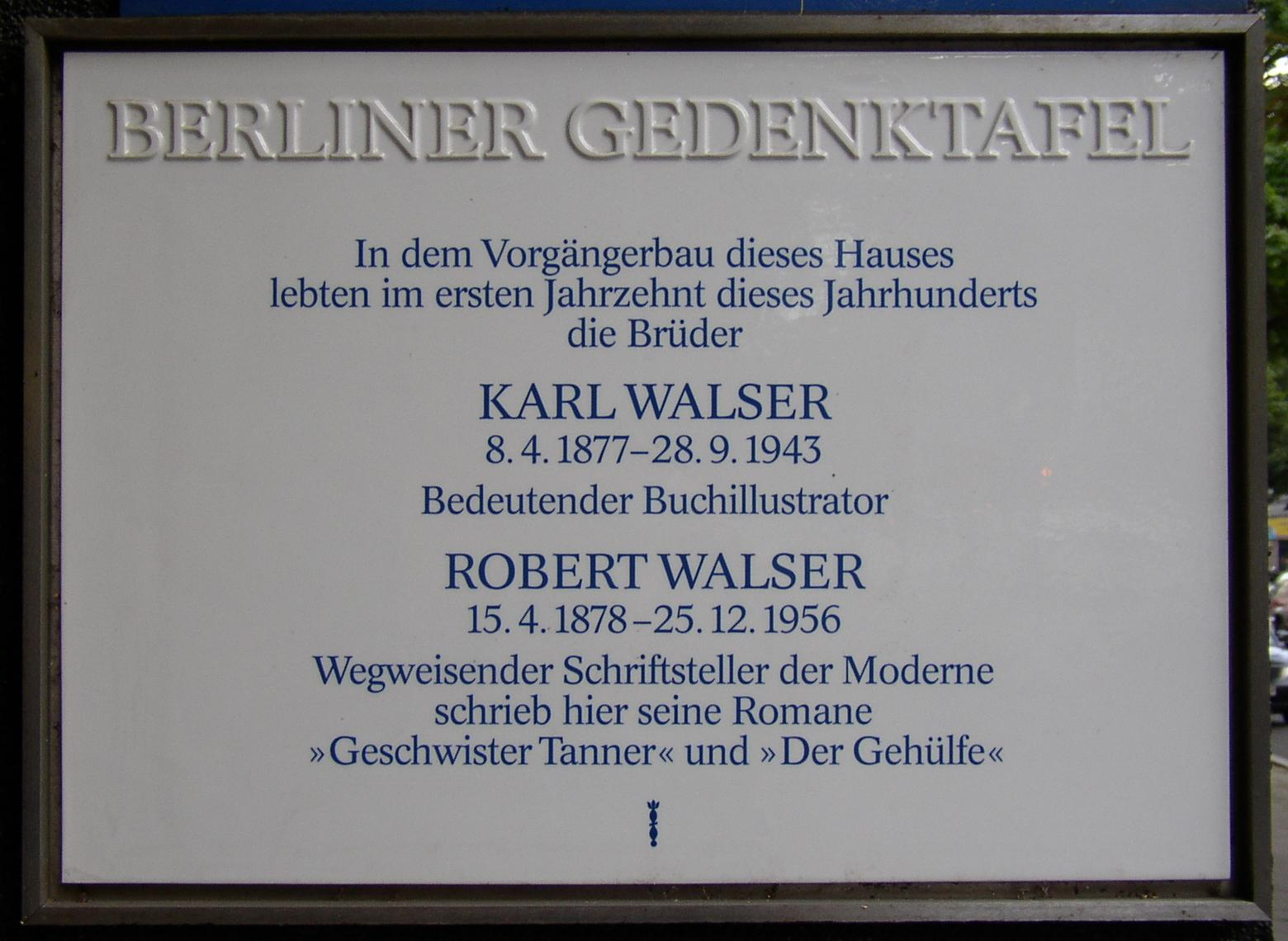
Pamětní deska v Berlíně

Robert Otto Walser (15. dubna 1878, Biel, kanton Bern – 25. prosince 1956, Herisau, Appenzell Ausserrhoden) byl německy píšící švýcarský prozaik. Robert Walser bývá často označován za předchůdce Franze Kafky.

## Život

### Dětství a učení
Robert Walser se narodil roku 1878 ve švýcarském Bielu v rodině malého obchodníka, který jen stěží zvládal uživit ženu a osm dětí. Výraznou postavou byl Robertův dědeček, farář Johann Ulrich Walser (1798–1866), který pocházel z kantonu Appenzell a věnoval se mimo jiné také politice a svobodomyslnému žurnalismu. Podobně jako jeho vnuk byl i on přesvědčen, že nejlepším vysvědčením duchovního pastýře je, když své ovečky vede k tomu, aby se o své duše staraly samy. Ve Walserově črtě Podivné město (Seltsame Stadt, 1905) čteme: „Je dobré, když už lidé nepotřebují umělce, aby byli lidmi nadanými a vnímavými k umění.“
Otec Adolf nemohl dát dospívajícím dětem na cestu životem víc než příklad veselé, rezignované mysli. V malé próze Dopis otce synovi (Brief eines Vaters an seinen Sohn, 1914) se budoucímu básníkovi ospravedlňuje za poněkud volnější výchovu: „Představ si, že bych ti umožnil, abys byl vzorně vychován. S jak strašnou tíhou odpovědnosti, která by spočívala na tvé hlavě i bedrech, bys tu pak stál! Neboť věz: opravdu a v každém ohledu dobrá, takzvaná vynikající výchova zavazuje, zavazuje svého příjemce ke stejně vynikajícím výkonům a ke skvělé kariéře. Buď šťastný, synu, že budeš moci dýchat, aniž bys musel bez ustání myslet na to, jak se něčeho domoci… Budeš svobodný. Budeš synem přírody… Budeš moci dýchat a žít. Ti vzorní a příkladní totiž nežijí.“
Důležitou roli hrála v rodině matka Elisa (1839–1894) a Robert ji vždy vnímal jako velkou autoritu. Životním cílem ženy pocházející ze statku bylo pozdvihnout rodinu na vyšší, měšťanskou úroveň, a když se její sen po hospodářské krizi v osmdesátých letech 19. století rozplynul, nesla to velmi těžce. Trpěla schizofrenií a zemřela v roce 1894. Její snad dědičný vklad i nešťastný osud ovlivnil život všech osmi dětí, některé z nich trpěly podobnou nemocí, jiné se obávaly komplikací a zůstaly raději bezdětné. I Robertovi bylo dáno prožít si později mnohé z matčina duševního utrpení víc, než si byl možná sám ochoten přiznat. Ze všech sourozenců mu byli nejbližší Karl (1877-1943), později malíř a jevištní výtvarník v Berlíně, a učitelka Lisa (1874-1944). Oba bratrovi hodně pomáhali, Karl jako umělecky i společensky úspěšný a vlivný umělec, Lisa jako starostlivá sestra, plná pochopení pro jeho zvláštní, umíněnou povahu. Rodinným prostředím a rolí sourozenců ve svém životě se Walser podrobně zabývá ve svém prvním berlínském románu Sourozenci Tannerovi (Geschwister Tanner, 1907).
Vzhledem k neutěšeným rodinným poměrům musel Robert už rok před ukončením nižšího gymnázia do učení v bance. K rodičům si uchoval pěkný vztah, velmi dobře snášel otce a miloval matku. Ale ve smyslu Rilkovy Legendy o ztraceném synovi nechtěl být ve své přecitlivělosti milován a v Jakobovi o tom píše: „Škoda, neměl bych mít milující rodiče. Nemám rád, když mě někdo miluje a ctí.“ Musel se totiž podobně jako všichni jeho sourozenci příliš brzy starat sám o sebe. Nechtěl být nikomu na obtíž, ani rodičům. Komplex viny se tu mísí s přirozeným soucitem: „Měli by si [rodiče] zvyknout na to, že už žádného syna nemají.“

V Bernské kantonální bance však nebyl jako mladý příručí šťastný. V milostné povídce Marie (1916), pocházející z druhého bielského období, o tom píše: 
„Nemohu však pokračovat v dalším vyprávění, dokud se nezmíním… o skutečnosti, že jsem právě prchl z báječného místa, které jsem po krátké úvaze opustil v naději, že mám ještě právo vyjádřit své pochyby nad nutností vysedávat na jedné a téže židli do konce života… i sebejistější a nejkrásnější roční či měsíční příjem mě totiž stěží může dostatečně odškodnit za to, že se předčasně vzdám svobody pohybu.“

Roku 1895 pracoval osmnáctiletý Walser krátkou dobu v Basileji, než odešel na zkušenou do Stuttgartu, kde si vážně zahrával s myšlenkou stát se hercem. Brzy však poznal, že vrozená nesmělost a uzavřenost nejsou pro herectví nejlepšími předpoklady. Znovu nastoupil na místa u nejrůznějších firem, bank a pojišťoven v Curychu a Thunu, pobýval krátce v Mnichově a Solothurnu, a začal psát. První sešit asi 40 básní dokončil závěrem roku 1897 a našel prvního zastánce: významný curyšský kritik a vydavatel Josef Viktor Widmann zaslechl v jeho tvorbě nový, neotřelý hlas a uveřejnil několik jeho básní. Walser napsal několik dramoletů a jeho práce se objevily v mnichovském avantgardním časopise Die Insel. Na nějaký čas se přesunul do Mnichova, ale nenašel v sobě odvahu ani předpoklady zařadit se do proudu mladé, výrazně esteticky zaměřené umělecké bohémy a vrátil se do Curychu. Zde napsal část své první knížky Písemné práce Fritze Kochera (Fritz Kocher’s Aufsätze), v níž se věnuje svým bankovním začátkům a marné snaze o společenské zakotvení. Zvolna si začal uvědomovat, že psaní a literatura ho neodolatelně přitahují, a pociťoval odcizení, které mu přinášela různá nucená zaměstnání. Jeho svobodný duch se bránil, třebaže zatím neuvědoměle. Netušil, že tento boj bude svádět ještě dlouhých třicet let.
Počátkem roku 1902 navštívil poprvé krátce Berlín, kde se marně snažil některé ze svých věcí publikovat. Vrátil se k sestře Lise do Täuffelenu a v Curychu docházel do veřejných písáren, aby si přivydělal opisováním textů. O této zkušenosti se později podrobně a s ironickou hořkostí rovněž zmiňuje v románě Sourozenci Tannerovi. O rok později pobýval ve Winterthuru a od července do prosince pracoval jako asistent inženýra Carla Dublera ve Wädenswilu u Curyšského jezera. Tuto zkušenost později mistrně popsal v románu Pomocník (Der Gehülfe, 1908). V prosinci 1904 vyšla v lipském nakladatelství Insel jeho první knížka, Písemné práce Fritze Kochera.

### Rozchod s kulturou

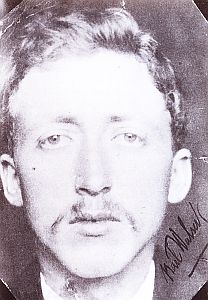
Bratr Karl Walser (1897)

V roce 1905 došlo ve Walserově životě k velkému zlomu. Po několika dřívějších neúspěšných pokusech odjel do Berlína za svým bratrem Karlem, pevně rozhodnut konečně se v tomto centru německé kultury prosadit. Bylo mu 28 let. Ubytoval se v bratrově bytě a díky jeho kontaktům získal přístup do berlínských kulturních kruhů. V Jakobovi von Guntenovi věnuje těmto pokusům několik opatrných, více či méně rozladěných deníkových záznamů, v nichž se jasně odráží pravá Walserova povaha: ostýchavost, přecházející v hlubokou nechuť přizpůsobovat se salónní společnosti: 
„V tomhle ohromném městě žije můj bratr…, který se jmenuje Johann a je něco jaký proslulý a uznávaný umělec… Nepůjdu za ním. Potkáme-li se náhodou na ulici a on mě pozná a bude se ke mně hlásit: dobrá, pak mi bude příjemné potřást si s ním bratrsky rukou. Ale sám takové setkání vyvolávat nebudu, nikdy v životě. Co jsem já, a co je on?“

A na jiném místě poznamenává ústy svého bratra: 
„Dav, to jsou otroci dneška, a jedinec je otrokem velkolepé davové myšlenky. Krásné a vynikající věci už na světě neexistují. O krásném, vynikajícím a řádném světě si můžeš nechat jen zdát… Zůstaň chudý a opovrhovaný, milý příteli… Být posledním chuďasem, to je nejkrásnější a největší triumf. Bohatí lidé, Jakobe, jsou nespokojení a nešťastní. Dnešní boháči: ti už vůbec nic nemají. Mocní, to jsou ti, kteří opravdu hladovějí.“

Z těchto slov jasně zaznívá Walserovo odmítnutí světa peněz a niterná potřeba vyčlenit se. V živých psychologických miniaturách se projevuje jeho schopnost citlivě posuzovat lidskou povahu a odhalit její sklon k přetvářce. Z takové pozice si ovšem přístup k vydání svých próz neusnadňoval. Doba před první světovou válkou nebyla ještě nakloněna podobným literárně-kritickým soudům o lidské duši, třebaže už byla těhotná rozpory a rychle směřovala ke katastrofě. S ohledem na pozdější tvorbu je na tomto místě vhodné zmínit se o Walserově šestiměsíčním pobytu na zámku Dambrau v Horním Slezsku, kde působil od října do konce roku 1905 jako sluha.
První, kdo v Berlíně uvěřil v jeho nadání, byl nakladatel Bruno Cassirer; počátkem roku 1906 mu dal podnět k napsání románu. V pouhých šesti týdnech tak vznikl text Sourozenci Tannerovi, Walserovo vylíčení rodinných poměrů a vztahů, v němž zachází do podrobností. O řadu let později toho litoval. Cassirer není knihou nijak nadšený, ale redaktor nakladatelství Christian Morgenstern ji vřele doporučil. Kniha vyšla ve dvoutisícovém nákladu a povzbuzený Walser napsal koncem roku svého prvního (tzv. asijského) Pomocníka, knihu o cestě do Asie. S Christianem Morgensternem udržoval nejužší kontakty, měl se od staršího kolegy co učit. Jeho texty jsou dosud gramaticky a stylisticky nedokonalé, je vidět, že Walser nedokončil gymnázium a také jeho švýcarské kořeny jsou znát.
Morgenstern je však o jeho výjimečném talentu přesvědčen: 
„Tento muž bude celý svůj život mluvit tak, jako teď, a bude mluvit stále krásněji a významněji, jeho knihy budou stále podivuhodnějším a divuplnějším zrcadlem života, který on, zatím ještě více podoben květině než člověku, prorůstá a bude prorůstat. Dnes v něm teprve svítá, ale až z něj jednou naplno vysvitne slunce, až se z tohoto mladíka… stane muž zralého ducha, bude to možná neslýchané divadlo.“

Walser se přestěhoval do vlastního bytu v Charlottenburgu, kde napsal svého druhého Pomocníka (Der Gehülfe, 1908). Asijská cesta u nakladatelů neprošla a Walser ji buď sám zničil, nebo se ztratila. Sepsal pak pod stejným názvem jiný text, popisující jeho několikaměsíční práci asistenta u inženýra Dublera, a dal mu stejný titul.
Pomocník je jediný Walserův román, který má pevně stanovený děj a vypráví skutečný příběh. Dodnes stojí u Curyšského jezera vila Abendstern, v níž se celý děj odehrává. Příběh je metaforou nechuti a neschopnosti mladého člověka zařadit se do reálného života a prvním náznakem ztráty víry ve smysl průmyslového pokroku. Kniha vychází u Bruna Cassirera a Walser píše na podzim svůj pravděpodobně nejlepší a nejvíce ceněný román Jakob von Gunten. Ten vychází o rok později a je na dlouhou dobu poslední významnou publikací Walserova díla.
Walser se cítí unavený a zklamaný, a navíc je bez prostředků. Bruno Cassirer nemá chuť dál pokračovat ve vydávání knih, která se jen obtížně prodávají. Walserův literární svět nenachází patřičný ohlas u čtenářů. V letech 1909 až 1911 vyšel mizivý počet jeho malých prozaických textů. V následujících dvou letech se Walser marně pokoušel dokončit další román a aby měl vůbec kde spát a mohl v Berlíně existovat, sloužil bohaté mecenášce Anně Scheerové v bytě na Spandauer Berg 1. Po její smrti se v březnu 1913 s Berlínem definitivně rozloučil.
Odjel do Švýcarska za sestrou, učitelkou v Bellelay, kde se snažil najít s její pomocí ztracenou rovnováhu. Podnikal dlouhé procházky po okolí a žil zahálčivým životem. Jeho hrdost byla silně narušená, byl na dně se silami. Po šesti měsících se vrátil do Bielu, kde žil jako jeho otec v domě bielské milovnice umění Flory Akeretové (povídka Marie, 1916). Později se přestěhoval do mansardy hotelu Modrý kříž a zůstal zde sedm let. Poznal také svou dlouholetou přítelkyni Friedu Mermetovou.

### Druhé bielské a následné bernské období
Když v srpnu 1914 vypukla první světová válka, musel Walser narukovat. Odbyl si několikatýdenní službu ve Sv. Mořici, ale k vojsku se musel ještě několikrát vrátit. V září roku 1916 napsal povídku Procházka (Der Spaziergang), v níž se vedle psychologických miniatur vyjadřuje k úloze a chování umělce a literáta ve společnosti. Při hledání nových možností uměleckého vyjádření používal místy až příliš přejemnělého stylu, v němž se nezřídka pohyboval na hranici banality. Později na tento přístup žehral, ale dodal, že z této doby pochází několik jeho nejkrásnějších textů.
V zimě 1918 pracoval na svém pátém románu Tobold (pravděpodobně ho sám zničil) a v listopadu 1921 dokončil předposlední román Theodor (text se asi ztratil). V té době už žil v Bernu, a tím začalo jeho tzv. bernské období. Zajímavé je, že v této době jeho povídky uveřejňovaly kromě jiných i pražské německé deníky Prager Presse a Prager Tagblatt, a to především díky jeho obdivovateli Maxi Brodovi. Roku 1925 vyšla v berlínském nakladatelství E. Rowohlt kniha Růže (Rose), poslední text, na jehož vydání aktivně spolupracoval.
Walser v tuto dobu trpěl přepracovaností a uchýlil se k terapeutické metodě psaní tužkou. Mnohem později vyprávěl v ústavu Herisau svému poručníkovi Carlu Seeligovi, že jinak už tehdy tvořit nemohl. Měl v té době ve zvyku psát své texty tužkou a pak je případně načisto přepisovat pro účely zveřejnění. Tak vznikaly kratší či delší útržkovité texty, později nazývané mikrogramy, psané dvoumilimetrovým písmem a na pohled téměř nečitelné (Walser je psal starší formou písma Sütterlin). První dešifrovací pokusy po Walserově smrti (Jochen Greven) odhalily z tohoto období tzv. Felixovy scény a hlavně poslední, nesouvislý a silně útržkovitý román Loupežník (Der Räuber, 1925). O konečné rozluštění mikrogramů se až v osmdesátých a devadesátých letech zasloužili germanisté Bernhard Echte a Werner Morlang (Ze zápisků tužkou, Aus dem Bleistiftgebiet. Mikrogramme I-VI, 1924– 32).

### Waldau a Herisau: odmlčení navždy
Walser trpěl silnými depresemi a slyšel v noci hlasy, které ho pronásledovaly a vyčítaly mu, že se v životě nedokázal prosadit. Příčinou duševních poruch nebyla pravděpodobně jen vyčerpanost a poznání neodvratného životního neúspěchu, ale i emocionálně silně prožívané zklamání a rezignace před světem, dané snad i rodovými dispozicemi. Po dvou nezdařených pokusech o sebevraždu se nechal odvést k psychiatrovi a v doprovodu své sestry Lisy vstoupil 25. ledna 1929 do brány léčebného ústavu Waldau nedaleko Bernu, aby se léčil.

O této životní tragédii mluvil již v roce 1908 velmi jasně v Jakobovi: 
„Možná nikdy nerozprostřu větve a nevyženu haluze. Jednoho dne se z mého bytí a jednání uvolní jakási vůně, proměním se v květinu a budu docela málo, jen jakoby pro vlastní potěšení, vonět, a pak svěsím hlavu… Paže a nohy mi jaksi podivně ochabnou, duch, hrdost a charakter, všechno, všechno se zlomí a povadne a já budu mrtvý, ne doopravdy, ale jistým způsobem, a pak budu možná šedesát let takhle živořit a umírat.“

Diagnóza, která není dodnes považovaná za jednoznačnou, zněla: schizofrenie. Ještě před vchodem do ústavu se Walser vyčerpaně, ale napůl rezignovaně obrátil k sestře: „Myslíš, že opravdu děláme dobře?“ Uvnitř se po čase zklidnil a dokonce obnovil svou spisovatelskou činnost. Když však nový ředitel roku 1933 rozhodl, že Walsera z reorganizačních důvodů přemístí do léčebny pro duševně choré v appenzellském Herisau, postavil se pacient na odpor. „To bude můj konec, hrozí“. Marně. Po převozu ztratil definitivně zájem o literaturu a navždy se odmlčel. Literární dráha jednoho z nejsvébytnějších švýcarských autorů skončila. Na tom nic nemění ani nové vydání Sourozenců Tannerových v curyšském nakladatelství Rascher koncem roku 1933.
V roce 1936, kdy v St. Gallenu právě vyšlo nové vydání Pomocníka, navštívil polozapomenutého Roberta Walsera v ústavu v Herisau curyšský spisovatel, žurnalista a velký obdivovatel jeho díla, obětavý Carl Seelig. Měl v úmyslu přesvědčit spisovatele, aby se vrátil na literární dráhu. Po konzultacích s lékaři i se samotným Walserem navrhl terapeutické procházky, a když se mu dostalo svolení lékařů, zahájil poslední šťastnější období ve Walserově životě. V mnohaměsíčních odstupech jezdil po celých dvacet let za básníkem do Herisau a spolu pak podnikali dlouhé vycházky okolní krajinou. Také vlakem odjížděli daleko od zdí ústavu a pochodovali desítky kilometrů přírodou, aby spolu mohli diskutovat.
Walser občas Seeligovi ochotně vyprávěl o svém životě, získal v něj opravdovou důvěru a seznámil ho s mnoha svými názory na literaturu a kulturu obecně. Přesvědčit spisovatele k návratu do běžného života a k tvorbě se mu již nepodařilo, ale z procházek postupně vznikaly unikátní záznamy, dokazující Walserův nezkalený způsob myšlení i po dlouhých letech dobrovolného odchodu do ústraní. Seeligovo Putování s Robertem Walserem (Wanderungen mit Robert Walser) vyšlo v nakladatelství Tschudy v St. Gallenu v roce 1957, tedy až po Walserově smrti, a je cenným svědectvím o autorově myšlení z doby, kdy o něm již kromě strohých lékařských zpráv neexistují žádné další záznamy.

Na Boží hod vánoční roku 1956 si devětasedmdesátiletý Walser vyšel sám na procházku a po namáhavém výstupu na vrch nad Herisau ho stihl infarkt myokardu. Svůj konec jasnozřivě předpověděl již roku 1908 v Jakobovi: 
„Jednoho dne mě trefí šlak, opravdu zničující a smrtící, a pak bude všem těmhle zmatkům, vší té touze, neznalosti, vděčnosti a nevděčnosti, všem těm lžím a sebeklamům, tomu rádobyvědění a marnosti nevědění jednou provždy konec.“

Na hřbitově v Herisau stojí vytesáno do mramoru: 
„Jdu si svou cestou, ta mě vede v dál, domů; a tam, bez velkého povyku a umlčen, ležím stranou.“

## Dílo
Dílo Roberta Walsera je obtížné zařadit. Autor se po celý život spontánně bránil všemu zavedenému, vyhýbal se uzavřeným společenstvím a tvorbu chápal nikoli jako prostředek společenského vzestupu anebo možnost, jak odhalovat zásadní pravdy či dokonce měnit svět. Psaní bylo pro něho spíše způsob, jak být sám sebou. Ale nevěřil v samospasitelnost umění a v exkluzivitu umění a vzdělanosti. Těžko bychom u něho hledali texty, v nichž se zaobíral filozofickými tezemi; naprostá většina jeho próz je zachycením čistého zážitku a přímé zkušenosti. Právě v této schopnosti čistě fantazijních sond do nitra lidí a věcí tkví jeho originalita. Byl schopen nezkaleného a intenzivního požitku z nejjednodušších věcí, které nabízí příroda a společenství lidí.
Byl přesvědčen, že život lze zredukovat na snadno dosažitelné minimum o krajíci chleba, talíři polévky a sklence vína. Jeho tulácké založení – rád se ztrácel svým přátelům na celé dny z očí a toulal se přírodou, protože mu nabízela nepřeberné množství vjemů a poznatků, které byl pak schopen literárně zpracovat – ho přirozeně odvádělo od měšťanské noblesy a spořádané společnosti. Miloval svobodu, kterou mu život nabízel a z níž se mohl těšit každý, kdo se nenechá svázat zdánlivými hodnotami. Žil a prožívané radosti i strázně artikuloval v literárních textech. Psaní považoval za primární životní projev jako jídlo, spánek, smích či pohyb v přírodě. Zachycoval realitu s dětskou bezprostředností, která prožívá skutečnost jako hru a hru bere vážně jako skutečnost. Ale hravost mu nebyla cílem. Umění chápal jako neodmyslitelnou součást života, jako postoj, pronikající všemi životními projevy. Jeho ideálem byli lidé, kteří dokáží používat svých smyslů jako čehosi vzácného a mají přirozeně jemné a živé cítění.
Ve společnosti své doby se Walser nemohl dočkat většího pochopení. Ostatně jeho pojetí světa bude těžko hledat pochopení a „cestu k úspěchu“ v kterékoli době. Vždyť kdo je (i dnes) schopen přijímat život v jeho prvotní čistotě a pravdivosti? Několikrát se tohoto fenoménu dotýká i vypravěč v Jakobovi a svůj postoj formuluje jasně: Jak může být spokojen ten, kdo dá na projevy uznání davu?
Walserovo dílo zůstávalo proto dlouho stranou zájmu kritiky i čtenářů. Uměl se s tím hůře či lépe vyrovnat, ale v pozdějších letech mu představa, že se musí uživit ve světě, s nímž se tak nesnadno srovnával, naháněla stále větší hrůzu. Svět kolem něho nebyl uzpůsobený tak, aby mu jeho úděl usnadňoval.

## Centrum Roberta Walsera
V Bernu se od roku 2009 nachází Centrum Roberta Walsera, nástupce Archivu Roberta Walsera v Curychu. Veřejně přístupné výzkumné a zprostředkující Centrum, věnující se dílu Roberta Walsera a dílu a činnosti Carla Seliga, vede docent univerzity v Lausanne Reto Sorg. Archiv a knihovna a střídající se výstavy jsou k dispozici odborníkům i laikům z řad veřejnosti. Centrum shromažďuje, zpřístupňuje a zprostředkovává texty z jejich děl i z pozůstalosti, jež dosud nevyšly, nadto organizuje semináře, dílny, akce a výstavy a podporuje překlady do cizích jazyků. Za tímto účelem udržuje kontakty s univerzitami, odbornými vysokými i dalšími školami, divadly, muzei, archivy, nakladateli a literárními domy a překladateli. Centrum se zasloužilo o vydání příručky Robert Walser-Handbuch, která vyšla v roce 2015.

### Spisy vydané Centrem Roberta Walsera
- Freiwillig im Robert Walser-Zentrum. Engagement und Erfahrungswissen im Alltag einer Kulturinstitution (Dobrovolně v Centru Roberta Walsera), editoři Arthur Mohr a Reto Sorg, Bern 2018 (Spisy Centra; 4). ISBN 978-3-9523586-3-4.
- Robert Frank: Ferne Nähe/Distant Closeness. Hommage für / A Tribute to Robert Walser. 21 Fotografií. Bern 2012 (Spisy Centra; 3). ISBN 978-3-9523586-2-7.
- Roland Stark: Sprache auf der Goldwaage (Jazyk na zlatnické váze), Bern 2012 (Spisy Centra; 2). ISBN 978-3-9523586-1-0.
- ‚Jedes Buch, das gedruckt wurde, ist doch für den Dichter ein Grab oder etwa nicht?’. Robert Walsers Bücher zu Lebzeiten ("Každá vytištěná kniha je pro básníka hrob, nebo snad ne?" Knihy Roberta Walsera za jeho života), editoři Reto Sorg a Lucas Marco Gisi, Bern 2009 (Spisy Centra; 1). ISBN 978-3-9523586-0-3.

### Knihovna a katalog
V Centru se nachází přední knihovna díla Roberta Walsera ve světovém měřítku, která obsahuje texty od Roberta Walsera a o něm. Vedle veškerých vydání v němčině a veškerých dosažitelných překladů Walserových textů uchovává i texty výzkumných prací, časopisecké články a publikované univerzitní práce. Součástí knihovny je katalog přístupný v němčině a angličtině přes domovskou stránku Centra.

### Antologie
- Walser, Robert: Die kleine Berlinerin. Geschichten aus der Großstadt (Malá Berlíňanka. Příběhy z velkého města), editoři Pino Dietiker a Reto Sorg, Insel Verlag, Berlin 2018 (insel taschenbuch; 4622).
- Walser, Robert: "Das Beste, was ich über Musik zu sagen weiß" (To nejlepší, co znám z hudby), editoři Roman Brotbeck a Reto Sorg, Insel Verlag, Berlin 2015 (insel taschenbuch; 4420).
- Walser, Robert: Der Teich (Rybník), Scény, překlad Händl Klaus a Raphael Urweider, editor Reto Sorg, Insel Verlag, Berlin 2014 (Insel-Bücherei; 1396)
- Walser, Robert: Der kleine Tierpark. (Malé zoo), editoři Lucas Marco Gisi a Reto Sorg, Insel Verlag, Berlin 2014 (insel taschenbuch; 4294)
- Walser, Robert: Mikrogramme (Mikrogramy) se 68 zobrazeními, vybrali Lucas Marco Gisi, Reto Sorg a Peter Stocker z pověření Nadace Roberta Walsera v Bernu. Suhrkamp, Berlin 2011 (Bibliothek Suhrkamp).
- Walser, Robert: Im Bureau (V kanceláři), vybrali Reto Sorg a Lucas Marco Gisi, Insel Verlag, Berlin 2011 (insel taschenbuch; 4087).
- Walser, Robert: Tiefer Winter (Hluboká zima), editoři Margit Gigerl, Livia Knüsel a Reto Sorg, Insel Verlag, Frankfurt a. M./Leipzig 2007 (insel taschenbuch; 3326).

### Další vydané texty
- Velký malý svět (Große kleine Welt), vybral a editoval Carl Seelig, Erlenbach: Rentsch 1937.
- Tiché radosti (Stille Freuden), edit.Carl Seelig. 600 číslovaných výtisků, Olten: 1944.
- Básně (Gedichte), nově edit. Carl Seelig, Basilej: Schwabe 1944.
- O štěstí neštěstí a chudoby (Vom Glück des Unglücks und der Armut), edit. Carl Seelig, Basilej: Schwabe 1944.
- Básnické portréty (Dichterbildnisse), Schaffhausen: Joos & Scherrer 1947.
- Bitva u Sempachu (Die Schlacht bei Sempach. Eine Geschichte), St. Gallen: Tschudy 1950.
- Básně v próze (Dichtungen in Prosa), editor Carl Seelig, 5 svazků., Ženeva a Darmstadt: Holle Verlag (sv. 1–3) / Ženeva a Frankfurt a. M. (sv. 4–5) 1953–1961.
- Neznámé básně (Unbekannte Gedichte), edit. Carl Seelig, St. Gallen: Tschudy 1958.
- Celkové dílo (Das Gesamtwerk), edit. Jochen Greven, 12 svazků, Ženeva und Hamburk: Kossodo 1966–1975.
- Celkové dílo (Das Gesamtwerk ve 12 svazcích), Curych a Frankfurt a. M.: Suhrkamp 1978.
- Struna a touha (Saite und Sehnsucht), faksimilní vydání, edit. Elio Fröhlich. 1000 číslovaných výtisků, Curych: Suhrkamp 1979.
- Z oblasti tužky. Mikrogramy z let 1924–1932 (Aus dem Bleistiftgebiet. Mikrogramme aus den Jahren 1924– 1932), edit. Bernhard Echte a Werner Morlang, 6 svazků., Frankfurt a. M.: Suhrkamp 1985–2000.
- Veškeré dílo v jednotlivých vydáních (Sämtliche Werke in Einzelausgaben), edit. Jochen Greven, 20 svazků., Frankfurt a. M.: Suhrkamp 1985–1986.
- Loupežník (Der Räuber), faksimilní vydání, edit. Bernhard Echte a Werner Morlang. 1000 číslovaných výtisků, Curych a Frankfurt a. M.: Suhrkamp 1986.
- Román, na kterém dál a dál pracuji (Der Roman, woran ich weiter und weiter schreibe), sestavil Jochen Greven, Frankfurt a.M.: Suhrkamp 1994.
- Fragment „Deníku“ ("Tagebuch"-Fragment), faksimile und přepis mikrogramu s francouzským překladem. Přepsal a edit. Bernhard Echte, Curych: nadace Carla Seeliga 1996.
- Bernhard Echte: Robert Walser. Sein Leben in Bildern und Texten (Život v obrazech a textech), Suhrkamp, Frankfurt am Main 2008.
- To není skutečné (Das hat keine Wirklichkeit), výběr a doprovodný text od Norberta Loackera, Curych: nadace Carla Seeliga 1996.
- Pohádkové divadelní hry: Popelka, Sněhurka (Märchenspiele: Aschenbrödel, Schneewittchen). s esejem od Siegfrieda Unselda a ilustracemi od Albrechta von Bodeckera, Frankfurt a. M. a Lipsko: Insel 1998.
- Minutová čtení: myšlenky z jeho knih, dopisů a mikrogramů (Lektüre für Minuten: Gedanken aus seinen Büchern, Briefen und Mikrogrammen), výběr a doslov od Volkera Michelse, Curych: Suhrkamp 1998.
- Básnili tito básnící správně? (Dichteten diese Dichter richtig?) literární poetický příběh, edit. Bernhard Echte, Frankfurt a. M., Lipsko: Insel 2002.
- Milostné příběhy (Liebesgeschichten), sestavil Volker Michels, Frankfurt a. M., Lipsko: Insel 2003.
- Oheň. Neznámé prózy a básně (Feuer. Unbekannte Prosa und Gedichte), edit. Bernhard Echte, Frankfurt a. M.: Suhrkamp 2003.
- Zasněžená kožešina Evropy (Europas schneeige Pelzboa): Texty ke Švýcarsku, edit. Bernhard Echte, Frankfurt a. M.: Suhrkamp 2003.
- Walser, Robert: Dílo, Bernské vydání (Werke. Berner Ausgabe), edit. Lucas Marco Gisi, Reto Sorg, Peter Stocker u. Peter Utz, Suhrkamp, Berlin, vychází od roku 2018 (=BA).
- Walser, Robert: Kritické vydání všech tisků a rukopisů z díla Roberta Walsera (Kritische Robert Walser-Ausgabe. Kritische Ausgabe sämtlicher Drucke und Manuskripte), vydávají Wolfram Groddeck, Barbara von Reibnitz a další,  Stroemfeld, Schwabe, Basilej, Frankfurt nad Mohanem, vychází od roku 2008 (=KWA).
- Lucas Marco Gisi, Robert Walser-Handbuch. Leben – Werk – Wirkung, (Život - dílo - vliv), nakl. J. B. Metzler, Stuttgart 2015.

### Filmografie
- Jakob von Gunten, režie: Peter Lilienthal, scénář: Ror Wolf und Peter Lilienthal, 1971
- Der Gehülfe, režie: Thomas Koerfer, 1975
- Der Vormund und sein Dichter, scénář a režie: Percy Adlon, 1978 (volné filmové zpracování Seeligova "Wanderungen mit Robert Walser" - Putování s Robertem Walserem)
- Robert Walser (1974-1978), scénář a režie: HHK Schoenherr
- Waldi, scénář a režie: Reinhard Kahn, Michael Leiner (podle povídky Der Wald - Les), 1980
- Institute Benjamenta, or This Dream People Call Human Life, režie: Stephen a Timothy Quayové, Channel Four Films 1995
- Branca de Neve, režie: João César Monteiro, 2000
- Robert Walser – Ein Poetenleben, režie Ernst Buchmüller, TV-Dokument, 3sat, 2003
- Ich stehe noch immer vor der Tür des Lebens, režie: Peter Hamm, filmový dokument, SWF+WDR+DRS, 1986
- Jakob von Gunten, divadelní inscenace, divadlo Basilej (videozáznam, 1988)
- Der Vormund und sein Dichter, podle "Wanderungen mit Robert Walser" od Carla Seeliga, TV-film, režie: Percy Adlon –1978
- Félix Vallotton, Maler, na obálkách Samtlichen Werke (Suhrkamp), filmový dokument

### V češtině vyšlo
- Sourozenci Tannerovi (Geschwister Tanner, 1907), (česky Opus 2007)
- Pomocník (Der Gehülfe, 1908) (čes. Opus 2006)
- Jakob von Gunten (Jakob von Gunten, 1909), (čes. Opus 2005), všechny 3 v překladu Radovana Charváta.
- Pěší putování, výbor z krátkých próz (čes. Odeon 1982), překlad Jitka Fučíková.
- Život básníka, výbor z krátkých próz I z let 1899-1920 (čes. Opus 2008), překlad Radovan Charvát.
- Večerní čtení, výbor z krátkých próz II z let 1921-1933 (čes. Opus 2009), překlad Radovan Charvát.
- Procházka (Der Spaziergang), (čes. Opus 2010), překlad Radovan Charvát.
- Mikrogramy (Mikrogramme), (čes. Opus 2013), překlad Radovan Charvát
- Loupežník (Der Räuber), (česky Opus 2019), překlad Radovan Charvát
- Noční myšlenky, výbor z krátkých próz III z let 1901-1926 (česky Opus 2023), překlad Radovan Charvát

Připravují se k vydání: Dopisy (Briefe, 2020, výběr) v nakladatelství Opus.

### Ve slovenštině vyšlo
- Súrodenci Tannerovci (Smena 1982), překlad Milan Richter.
- Prechádzka (Premedia 2013), překlad Michal Hvorecký
- Pocestný (Hronka 2016), překlad Katarína Széherová

### Publikace o díle Roberta Walsera
- Wagner, Karl. Herr und Knecht. Robert Walsers Roman "Der Gehülfe". Wien, 1980. 219 S.
- Sauvat, Catherine: "Robert Walser". Éditions du Rocher, 2002, 236 s. (francouzsky)